# Хлорид кобальта(II)

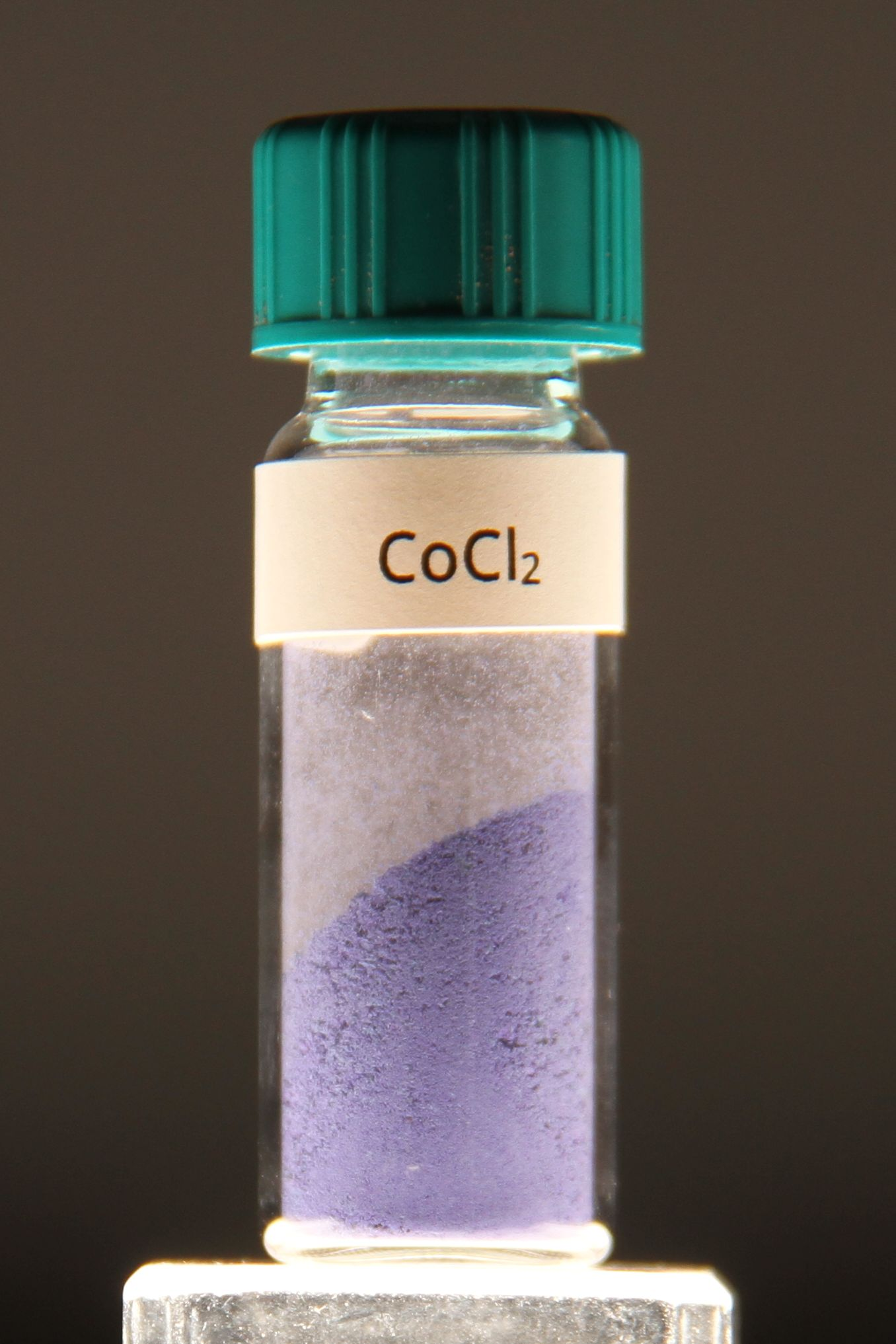
Безводный хлорид кобальта(II)

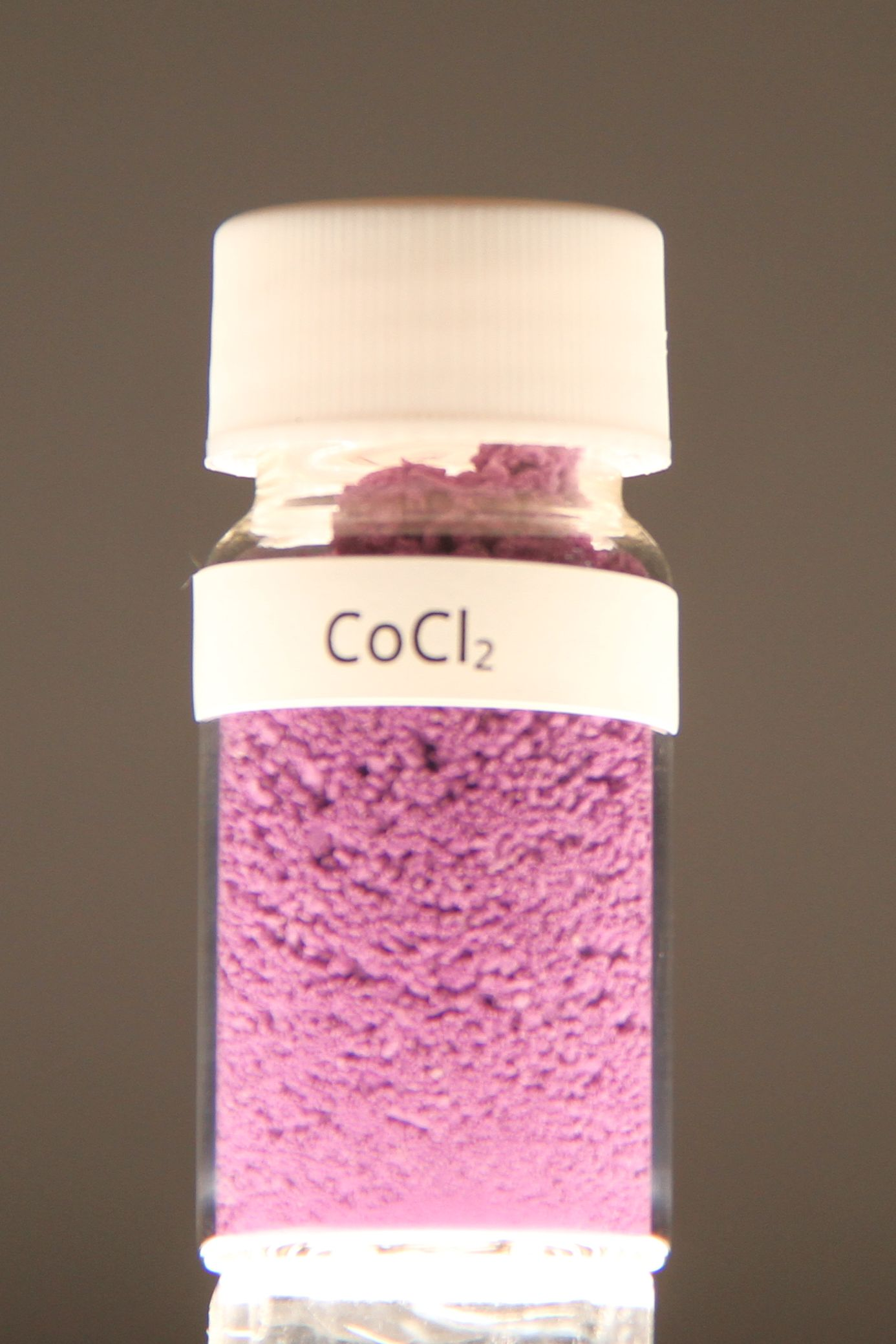
Выветрившийся гексагидрат хлорида кобальта(II)

Хлори́д ко́бальта(II) (дихлори́д ко́бальта) — неорганическое соединение, кобальтовая соль соляной (хлороводородной) кислоты с формулой CoCl2. Относится к классу галогенидов кобальта.
Хлорид кобальта(II) гигроскопичен.

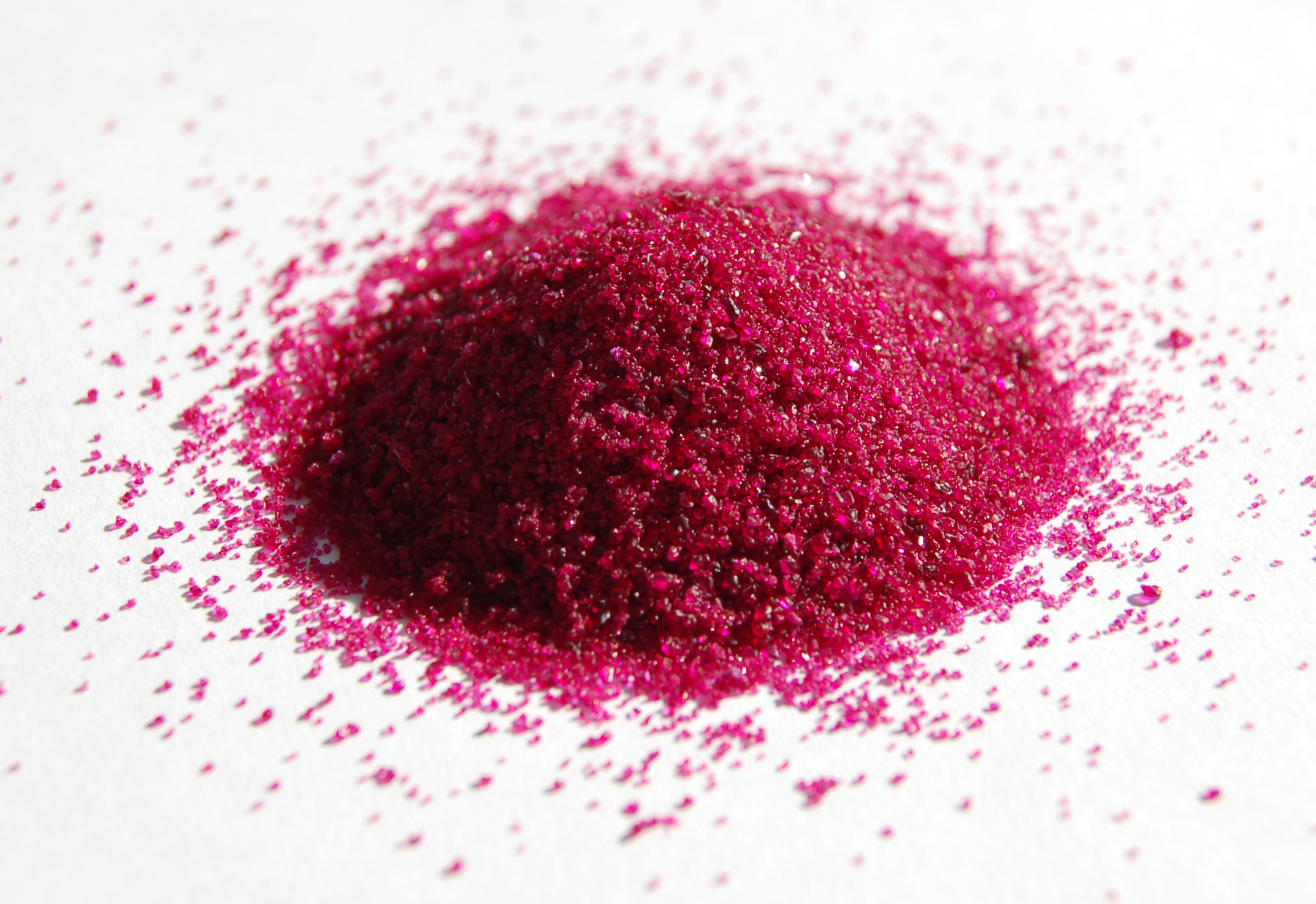
Гексагидрат хлорида кобальта(II)

Известны кристаллогидраты CoCl2·nН2О (n = 1, 2, 4, 5, 6):
- сине-фиолетовый моногидрат (устойчив на воздухе до 110 °C, т. пл. 335 °C, с разложением);
- фиолетовый дигидрат (устойчив до 90 °C, т. пл. 206 °C, с разложением);
- темно-красный тетрагидрат;
- красный пентагидрат;
- розовый гексагидрат (т. пл. 51,2 °C, с разложением) — хлорид кобальта шестиводный: CoCl2·6H2O;

## Физические свойства
Безводный дихлорид кобальта при нормальных условиях представляет собой парамагнитные гигроскопичные блестящие голубые гексагональные кристаллы, при нагреве до 680°C переходит в другую полиморфную модификацию.
- Молекулярная масса безводного вещества: 129,84.
- Температура кипения: 1049 °C.
- Температура плавления: 735 °C (по другим источникам 724 °C).
- Теплота плавления 38 кДж/моль.
- Теплота испарения 14,5 кДж/моль.
- Теплоёмкость 78,49 Дж/(моль·К).
- Молярная электропроводность при бесконечном разведении при 25 °C равна 260,7 См·см²/моль.
- Плотность: 3,356 г/см3.
- Давление паров при 770 °C: 5,33 кПа.
- Хорошо растворим в воде, метиловом и этиловом спиртах, ацетоне.
- Не растворяется в пиридине и метилацетате.

Растворимость в воде:
- при 7 °C 45,0 г/100 мл;
- при 20 °C 52,9 г/100 мл.

## Химические свойства
Растворяется в воде, образуя катион [Co(H2O)6]2+, который придаёт раствору окраску:
{\displaystyle {\ce {CoCl2 + 6H2O -> [Co(H2O)6]^2+ + 2Cl-}}}
Может вступать в реакции двойного обмена как по катиону, так и по аниону:
{\displaystyle {\ce {CoCl2 + 2AgNO3 -> Co(NO3)2 + 2AgCl v}}}
{\displaystyle {\ce {CoCl2 + K2S -> CoS v + 2KCl}}}
Может быть восстановлен до кобальта более активными металлами или электролизом:
{\displaystyle {\ce {CoCl2 ->[e^{-}] Co + Cl2}}}
{\displaystyle {\ce {CoCl2 + Mg -> Co + MgCl2}}}
Склонен к комплексообразованию. Например, с аммиаком, цианат-ионом:
{\displaystyle {\ce {CoCl2 + 6(NH3*H2O) -> [Co(NH3)6]Cl2 + 6H2O}}}
{\displaystyle {\ce {CoCl2 + 4KOCN -> K2[Co(OCN)4] + 2KCl}}}

## Получение
- действием хлора на нагретый до 850—900 °C порошкообразный кобальт;
- растворением металлического кобальта, его оксида CoO, гидроксида Co(OH)2 или карбоната CoCO3 в НСl с последующей дегидратацией в вакууме при 150 °C или обработкой тионилхлоридом SOCl2.
- безводный — дегидратацией кристаллогидратов CoCl2·nН2О;

## Применение
- Применяют в метеорологии для изготовления индикаторной бумаги, с помощью которой определяют атмосферную влажность.
- протравы при крашении тканей,
- микродобавки в корм скоту,
- компоненты растворов для нанесения кобальтовых покрытий на металлы
- индикатор влажности в составе силикагеля, используется свойство изменения окраски кристаллогидрата при увеличении количества захваченных молекул воды.
- для получения катализаторов
- Хлорид кобальта придает стеклянной массе синюю окраску, поэтому он применяется для производства синего и голубого декоративного стекла.
- Хлорид кобальта образует прочные связи с циан-ионом. Это навело на мысль использовать хлорид кобальта в качестве антидота при отравлении цианидами. Хотя был получен положительный эффект, сами соли кобальта обладают высокой общей токсичностью по отношению к людям. В больших дозах они являются канцерогенами.
- для низкотемпературного капсулирования порошка гамма-оксида железа(III) ферритом кобальта(II) в производстве магнитных лент[1].

## Токсичность
Как и некоторые другие соединения кобальта, его хлорид ядовит для человека в больших концентрациях.